# Campeonato Paulista de Futebol Sub-15 de 2007
O Campeonato Paulista de Futebol Sub-15 de 2007 foi a oitava edição desta competição amadora organizada pela Federação Paulista de Futebol (FPF). O torneio que é, no estado de São Paulo, o estadual da categoria sub-15. Nesta edição, 61 equipes participaram tendo como campeão o São Paulo.

## Regulamento
A edição de 2007 do Campeonato Paulista Sub-15 foi disputada por 61 clubes. Na primeira fase os clubes jogaram dentro dos respectivos grupos em turno e returno, classificando-se para a próxima fase os quatro melhores colocados de cada grupo. Na sequência, os 32 clubes classificados se enfrentaram em turno e returno, divididos em oito grupos com quatro equipes cada, o campeão e o vice avançaram para a próxima fase. A partir da terceira fase, os confrontos se tornaram eliminatórios, os clubes disputaram jogos de ida e volta. O mando de campo foi decido pela campanha das equipes em todas as fases, ou seja, computados os pontos desde a primeira fase.

### Critérios de desempate
Acontecendo igualdade no número de pontos entre dois ou mais clubes, aplicam-se sucessivamente, os seguintes critérios técnicos de desempate:
- Maior número de vitórias;
- Maior saldo de gols;
- Maior número de gols marcados;
- Menor número de cartões vermelhos recebidos;
- Menor número de cartões amarelos recebidos;
- Sorteio público na sede da FPF.

Entende-se por melhor campanha, o maior número de pontos ganhos acumulados por determinado clube, seguindo, se necessário, a ordem de critérios de desempate, considerando-se todas as fases do torneio. Em casos de igualdades a partir da terceira fase, apenas os dois primeiros itens dos critérios de desempates foram válidos, caso a igualdade permanecesse, a equipe com melhor campanha em todas as fases se classifica.

## Primeira fase
A primeira fase do torneio foi disputada entre 5 de maio e 25 de agosto pelas 61 equipes participantes, divididas em oito grupos. Essa fase foi composta por confrontos dentro dos grupos em turno único e returno. No final, as quatros melhores equipes de cada grupo se classificaram para a próxima fase.

## Segunda fase
A segunda fase do torneio foi disputada entre 1 de setembro e 6 de outubro pelas 32 equipes participantes, divididas em oito grupos com quatro equipes cada. Essa fase foi composta por confrontos dentro dos grupos em turno único e returno. No final, as duas melhores equipes de cada grupo se classificaram para a próxima fase.

## Fase final
|  | Oitavas de final   | Oitavas de final   | Oitavas de final   | Oitavas de final   |   |               | Quartas de final              | Quartas de final              | Quartas de final              | Quartas de final              |  |            | Semifinais          | Semifinais          | Semifinais          | Semifinais          |           |   | Final                          | Final                          | Final                          | Final                          |
|  | 13 e 20 de outubro | 13 e 20 de outubro | 13 e 20 de outubro | 13 e 20 de outubro |   |               | 27 de outubro e 3 de novembro | 27 de outubro e 3 de novembro | 27 de outubro e 3 de novembro | 27 de outubro e 3 de novembro |  |            | 10 e 17 de novembro | 10 e 17 de novembro | 10 e 17 de novembro | 10 e 17 de novembro |           |   | 25 de novembro e 1 de dezembro | 25 de novembro e 1 de dezembro | 25 de novembro e 1 de dezembro | 25 de novembro e 1 de dezembro |
|  |                    |                    |                    |                    |   |               |                               |                               |                               |                               |  |            |                     |                     |                     |                     |           |   |                                |                                |                                |                                |
|  | Campinas           | 2                  | 0                  | 2                  |   |               |                               |                               |                               |                               |  |            |                     |                     |                     |                     |           |   |                                |                                |                                |                                |
|  | Corinthians        | 0                  | 1                  | 1                  |   |               |                               |                               |                               |                               |  |            |                     |                     |                     |                     |           |   |                                |                                |                                |                                |
|  | Corinthians        | 0                  | 1                  | 1                  |   | Campinas      | 1                             | 0                             | 1                             |                               |  |            |                     |                     |                     |                     |           |   |                                |                                |                                |                                |
|  |                    |                    |                    |                    |   | Campinas      | 1                             | 0                             | 1                             |                               |  |            |                     |                     |                     |                     |           |   |                                |                                |                                |                                |
|  |                    | Marília            | 1                  | 1                  | 2 |               |                               |                               |                               |                               |  |            |                     |                     |                     |                     |           |   |                                |                                |                                |                                |
|  | Rio Preto          | Marília            | 1                  | 1                  | 2 | 2             | 0                             | 2                             |                               |                               |  |            |                     |                     |                     |                     |           |   |                                |                                |                                |                                |
|  | Rio Preto          |                    |                    |                    |   | 2             | 0                             | 2                             |                               |                               |  |            |                     |                     |                     |                     |           |   |                                |                                |                                |                                |
|  | Marília            | 2                  | 2                  | 4                  |   |               |                               |                               |                               |                               |  |            |                     |                     |                     |                     |           |   |                                |                                |                                |                                |
|  | Marília            | 2                  | 2                  | 4                  |   |               |                               |                               |                               |                               |  | Marília    | 0                   | 1                   | 1                   |                     |           |   |                                |                                |                                |                                |
|  |                    |                    |                    |                    |   |               |                               |                               |                               |                               |  | Marília    | 0                   | 1                   | 1                   |                     |           |   |                                |                                |                                |                                |
|  |                    | São Paulo          | 3                  | 3                  | 6 |               |                               |                               |                               |                               |  |            |                     |                     |                     |                     |           |   |                                |                                |                                |                                |
|  | Brasilis           | São Paulo          | 3                  | 3                  | 6 | 0             | 0                             | 0                             |                               |                               |  |            |                     |                     |                     |                     |           |   |                                |                                |                                |                                |
|  | Brasilis           |                    |                    |                    |   | 0             | 0                             | 0                             |                               |                               |  |            |                     |                     |                     |                     |           |   |                                |                                |                                |                                |
|  | Palmeiras          | 1                  | 3                  | 4                  |   |               |                               |                               |                               |                               |  |            |                     |                     |                     |                     |           |   |                                |                                |                                |                                |
|  | Palmeiras          | 1                  | 3                  | 4                  |   | Palmeiras     | 0                             | 1                             | 1                             |                               |  |            |                     |                     |                     |                     |           |   |                                |                                |                                |                                |
|  |                    |                    |                    |                    |   | Palmeiras     | 0                             | 1                             | 1                             |                               |  |            |                     |                     |                     |                     |           |   |                                |                                |                                |                                |
|  |                    | São Paulo          | 0                  | 2                  | 2 |               |                               |                               |                               |                               |  |            |                     |                     |                     |                     |           |   |                                |                                |                                |                                |
|  | Paulínia           | São Paulo          | 0                  | 2                  | 2 | 0             | 1                             | 1                             |                               |                               |  |            |                     |                     |                     |                     |           |   |                                |                                |                                |                                |
|  | Paulínia           |                    |                    |                    |   | 0             | 1                             | 1                             |                               |                               |  |            |                     |                     |                     |                     |           |   |                                |                                |                                |                                |
|  | São Paulo          | 5                  | 4                  | 9                  |   |               |                               |                               |                               |                               |  |            |                     |                     |                     |                     |           |   |                                |                                |                                |                                |
|  | São Paulo          | 5                  | 4                  | 9                  |   |               |                               |                               |                               |                               |  |            |                     |                     |                     |                     | São Paulo | 1 | 0                              | 1                              |                                |                                |
|  |                    |                    |                    |                    |   |               |                               |                               |                               |                               |  |            |                     |                     |                     |                     |           | 1 | 0                              | 1                              |                                |                                |
|  |                    | Pão de Açúcar      | 0                  | 0                  | 0 |               |                               |                               |                               |                               |  |            |                     |                     |                     |                     |           |   |                                |                                |                                |                                |
|  | Paulista           | Pão de Açúcar      | 0                  | 0                  | 0 | 1             | 2                             | 3                             |                               |                               |  |            |                     |                     |                     |                     |           |   |                                |                                |                                |                                |
|  | Paulista           |                    |                    |                    |   | 1             | 2                             | 3                             |                               |                               |  |            |                     |                     |                     |                     |           |   |                                |                                |                                |                                |
|  | Santos             | 1                  | 0                  | 1                  |   |               |                               |                               |                               |                               |  |            |                     |                     |                     |                     |           |   |                                |                                |                                |                                |
|  | Santos             | 1                  | 0                  | 1                  |   | Paulista      | 0                             | 0                             | 0                             |                               |  |            |                     |                     |                     |                     |           |   |                                |                                |                                |                                |
|  |                    |                    |                    |                    |   | Paulista      | 0                             | 0                             | 0                             |                               |  |            |                     |                     |                     |                     |           |   |                                |                                |                                |                                |
|  |                    | América-SP (mc)    | 0                  | 0                  | 0 |               |                               |                               |                               |                               |  |            |                     |                     |                     |                     |           |   |                                |                                |                                |                                |
|  | América-SP         | América-SP (mc)    | 0                  | 0                  | 0 | 1             | 2                             | 3                             |                               |                               |  |            |                     |                     |                     |                     |           |   |                                |                                |                                |                                |
|  | América-SP         |                    |                    |                    |   | 1             | 2                             | 3                             |                               |                               |  |            |                     |                     |                     |                     |           |   |                                |                                |                                |                                |
|  | Portuguesa         | 0                  | 2                  | 2                  |   |               |                               |                               |                               |                               |  |            |                     |                     |                     |                     |           |   |                                |                                |                                |                                |
|  | Portuguesa         | 0                  | 2                  | 2                  |   |               |                               |                               |                               |                               |  | América-SP | 1                   | 1                   | 2                   |                     |           |   |                                |                                |                                |                                |
|  |                    |                    |                    |                    |   |               |                               |                               |                               |                               |  | América-SP | 1                   | 1                   | 2                   |                     |           |   |                                |                                |                                |                                |
|  |                    | Pão de Açúcar (mc) | 1                  | 1                  | 2 |               |                               |                               |                               |                               |  |            |                     |                     |                     |                     |           |   |                                |                                |                                |                                |
|  | Pão de Açúcar      | Pão de Açúcar (mc) | 1                  | 1                  | 2 | 1             | 2                             | 3                             |                               |                               |  |            |                     |                     |                     |                     |           |   |                                |                                |                                |                                |
|  | Pão de Açúcar      |                    |                    |                    |   | 1             | 2                             | 3                             |                               |                               |  |            |                     |                     |                     |                     |           |   |                                |                                |                                |                                |
|  | Mirassol           | 0                  | 1                  | 1                  |   |               |                               |                               |                               |                               |  |            |                     |                     |                     |                     |           |   |                                |                                |                                |                                |
|  | Mirassol           | 0                  | 1                  | 1                  |   | Pão de Açúcar | 3                             | 2                             | 5                             |                               |  |            |                     |                     |                     |                     |           |   |                                |                                |                                |                                |
|  |                    |                    |                    |                    |   | Pão de Açúcar | 3                             | 2                             | 5                             |                               |  |            |                     |                     |                     |                     |           |   |                                |                                |                                |                                |
|  |                    | Rio Claro          | 2                  | 1                  | 3 |               |                               |                               |                               |                               |  |            |                     |                     |                     |                     |           |   |                                |                                |                                |                                |
|  | São Caetano        | Rio Claro          | 2                  | 1                  | 3 | 2             | 0                             | 2                             |                               |                               |  |            |                     |                     |                     |                     |           |   |                                |                                |                                |                                |
|  | São Caetano        |                    |                    |                    |   | 2             | 0                             | 2                             |                               |                               |  |            |                     |                     |                     |                     |           |   |                                |                                |                                |                                |
|  | Rio Claro          | 1                  | 1                  | 2                  |   |               |                               |                               |                               |                               |  |            |                     |                     |                     |                     |           |   |                                |                                |                                |                                |

## Premiação
| Campeonato Paulista de Futebol Sub-15 de 2007 |
| --------------------------------------------- |
| São Paulo Campeão (2º título)                 |